# Körper (Physik)
Ein physikalischer Körper ist ein von seiner Umgebung abgrenzbares Objekt, das eine Masse sowie ein Volumen besitzt.
Begrifflich unterschieden wird:
- der zählbare und teilbare Körper, z. B. „Schneeflocke“, „Brett“ oder „Tropfen“
- der nicht zählbare und nicht teilbare Stoff, z. B. „Eis“, „Holz“ und „Wasser“.

Man unterscheidet starre Körper, die eine feste Form besitzen, und deformierbare Körper. Die deformierbaren Körper werden weiter eingeteilt in deformierbare Festkörper, die sich plastisch oder elastisch verformen lassen, und in Fluide, zu denen die Flüssigkeiten und Gase gehören. Deren Form passt sich in der Regel an den zur Verfügung stehenden Raum an.

## Starre Körper
Ein starrer Körper ist ein idealisiertes Objekt, das unter Einwirkung von Kräften seine Form beibehält. Es kann in seiner Gesamtheit Translationsbewegungen oder Rotationsbewegungen ausführe. Reale Körper lassen sich oft näherungsweise als starre Körper beschreiben, wenn die auftretenden Kräfte so klein sind, dass sie keine Verformungen bewirken, die relevant sind. Beispiele hierfür wären Billardkugeln, ideale Fachwerke oder Zahnräder in einem Getriebe, sofern es nur um die Kraftübertragung und nicht um die Abnutzung geht.
Um die Position und Orientierung eines starren Körpers vollständig anzugeben, genügt die Angabe von drei seiner Punkte. Er besitzt sechs Freiheitsgrade, drei der Translation und drei der Rotation. Das Trägheitsverhalten eines starren Körpers wird vollständig durch seine Masse und seinen Trägheitstensor bestimmt.

### Massenpunkt
Falls neben der Verformung auch die Rotation des Körpers vernachlässigt werden kann (z. B. weil die Ausdehnung des Körpers sehr gering ist oder weil die Rotation aufgrund von Zwangsbedingungen unmöglich ist), kann man seine Position und seine Bewegung auch dadurch korrekt beschreiben, dass man ihn auf einen einzigen Massenpunkt reduziert. Man stellt sich dabei die gesamte Masse im Schwerpunkt des Körpers vereinigt vor, der durch das gewichtete Mittel der Massen aller Massenpunkte oder Volumenelemente bestimmt wird, aus denen der Körper aufgebaut ist. Streng genommen handelt es sich beim einzelnen Massenpunkt nicht mehr um einen physikalischen Körper, weil er keine räumliche Ausdehnung besitzt. Wie die newtonschen Gesetze es beschreiben, bewirkt eine äußere Kraft eine Beschleunigung in Richtung der Kraft, die umso größer ist, je größer die Kraft und je kleiner die Masse des Massenpunktes ist.
Die Bewegung eines Massenpunktes bedeutet stets eine zeitliche Veränderung des Ortes. Entsprechend der drei Raumdimensionen hat ein Massenpunkt also drei Freiheitsgrade der Translation.

## Deformierbare Körper

### Deformierbare Festkörper
Reale Festkörper verformen sich unter dem Einfluss von Kräften elastisch oder plastisch. Die elastische Verformung ist nur vorübergehend und verschwindet, sobald die Kraft nicht mehr einwirkt. Ein typisches Beispiel wäre die Dehnung einer Schraubfeder. Plastische Veränderungen bleiben auch nach der Krafteinwirkung noch erhalten. Ein Stück Knetmasse wird durch den Druck der Finger plastisch verformt und behält diese Form danach bei.
Amorphe Festkörper bestehen aus einem nicht fließfähigen Material, dessen innerer Aufbau nicht periodisch ist. Beispiele hierfür sind Silikatgläser, wie Trink- und Fensterglas.
Kristalline Festkörper bestehen aus einem nicht fließfähigen Material, dessen innerer Aufbau periodisch ist.

### Fluide Körper
Als „Fluid“ bezeichnet man Materie, wenn sie sich in einem Aggregatszustand befindet, in dem sich ihre Teilchen frei bewegen können. In der Regel passen sich Fluide dem zur Verfügung stehende Raum an. Flüssige Körper bilden dabei nach oben eine Oberfläche aus, weil sie ein nahezu konstantes Volumen haben. Unter den auf der Erde bestehenden Bedingungen können Gase und Plasmen aber keine Körper mit festem Volumen und einer definierten Oberfläche bilden. Stattdessen füllen diese Körper den gesamten zur Verfügung stehenden Raum aus, da die kohäsiven Wechselwirkungen zwischen den Teilchen zu schwach sind, um deren thermische Bewegung zu kompensieren.
Es gibt jedoch auch Fälle, in denen fluide Körper eine eigene Form haben können: Tropfen sind Flüssigkeitskörper, die durch Kohäsions- und Adhäsionskräfte eine bestimmte Form annehmen. Sonnen und Gasplaneten sind groß genug, um durch Gravitation stabilisiert zu werden. Es handelt sich also um formstabile Himmelskörper, obwohl sie ganz oder überwiegend aus Gasen und Plasmen bestehen.
Mit dem mechanischen Verhalten ruhender fluider Körper beschäftigen sich die Hydrostatik und Aerostatik, mit der Dynamik die Strömungslehre.
Verschlaufte ataktische Polymere, die intrinsisch nicht kristallisationsfähig sind, wirken im verglasten Zustand wie Festkörper, sind aber tatsächlich unterkühlte Flüssigkeiten mit hoher Viskosität. Kunststoff-Körper aus derartigen Materialien können daher auch als Körper aus Material im flüssigen Aggregatzustand aufgefasst werden.

## Historische Aspekte
Als im frühen 17. Jahrhundert die neuzeitliche Naturwissenschaft entstand, vertrat René Descartes einen rein geometrischen Begriff. Demnach ist der Körper allein durch sein Volumen und seine Form definiert und hat keine weiteren Eigenschaften. Wirkungen sollte der Körper nur durch direkte Berührung mit einem anderen Körper auslösen können, also durch einen Stoß. Demgegenüber gründete Isaac Newton die nach ihm benannte Mechanik auf die Definition, ein Körper sei eine bestimmte Menge an Materie. Er benutzte den Begriff Körper gleichbedeutend mit Masse und verstand darunter die Gesamtzahl der materiellen Teilchen, die in einem Volumen eingeschlossen sind. Mithilfe des von ihm ebenfalls neu geschaffenen Begriffs der Kraft analysierte er die Bewegungen von Körpern am Himmel und auf der Erde und stellte fest, dass zwischen je zwei beliebigen Körpern auch in großem Abstand eine Anziehungskraft wirken müsse, die Gravitation. Obwohl Newton selbst über den Ursprung dieser Kraft keine Aussagen („Hypothesen“) treffen wollte, wurde diese Kraftwirkung als von den Körpern ausgehend und als eine Eigenschaft der Körper aufgefasst. Gottfried Wilhelm Leibniz und andere kritisierten dies als Rückfall in die vorwissenschaftliche Zeit, in der man die in der Natur beobachteten Vorgänge dadurch zu erklären versucht hatte, dass man den Körpern allerlei verborgene (okkulte) Eigenschaften zuschrieb – eine Ansicht, die Newton heftig zurückwies.